# Erima Harvey Northcroft

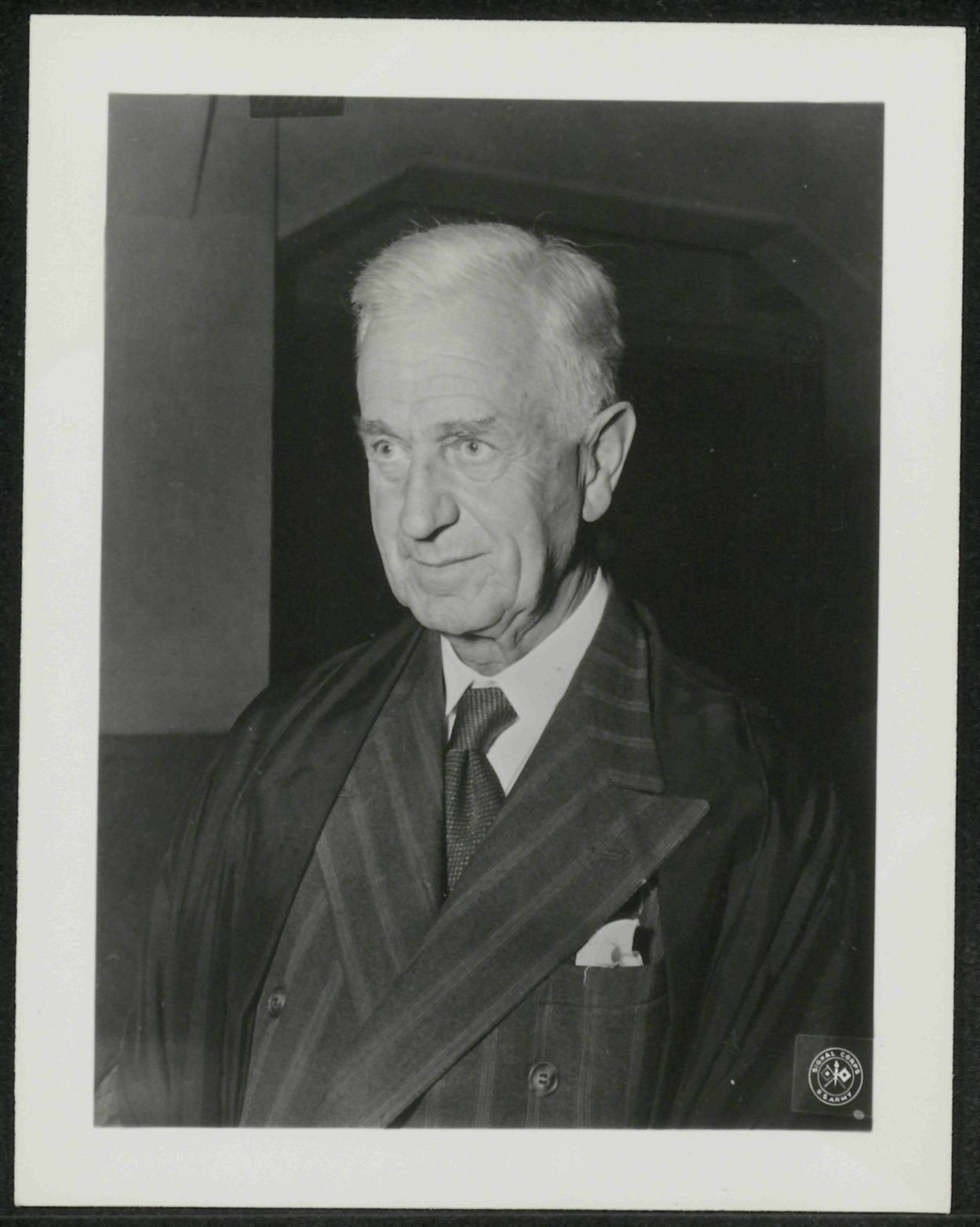
Northcroft während seiner Tätigkeit als Richter in Tokio

Sir Erima Harvey Northcroft DSO (* 2. Dezember 1884 in Hokitika, Westland District; † 10. Oktober 1953 in Christchurch) war ein neuseeländischer Anwalt und Richter am Internationalen Militärgerichtshof für den Fernen Osten, bekannt als Gericht der Tokioter Prozesse.

## Leben
Northcroft wurde als Sohn von Leonard Northcroft und seiner Frau Louisa Pellow James in Hokitika geboren. Seine Eltern waren aus dem australischen Victoria gekommen. Seine erste Schule war die Hokitika Schule und seine zweite das Wellington College.
Im Jahr 1903 begann er in Auckland für eine Rechtsanwaltskanzlei zu arbeiten. Währenddessen nahm er sein Studium an der University of Auckland auf, damals noch unter dem Namen Auckland University College. Ab 1907 praktizierte er in der Stadt Hamilton Recht. Im Jahr danach heiratete er in der St.-Mary’s-Kathredale von Auckland Violet Constance Mitchell.
1912 wurde er Gründungsmitglied des Rates der Hamilton District Law Society, später auch deren Präsident. Im Ersten Weltkrieg diente er als Offizier der Artillerie in der New Zealand Expeditionary Force. Seine Einberufung war am 11. November 1916. Nach dem Waffenstillstand wurde Northcroft zum Lieutenant Colonel befördert und arbeitete für das Militär erst als Vizedirektor, dann ab dem 28. Februar 1919 als Direktor für Ausbildung für neuseeländische Truppen im Vereinigten Königreich. 1919 kehrte er nach Neuseeland zurück, wurde Teil der Streitkräfte, die innerhalb des Landes stationiert sind (Territorial Forces), und praktizierte wieder Recht.
Vier Jahre nach seiner Rückkehr zog er nach Auckland und begann in einer Anwaltskanzlei zu arbeiten, die später als Earl, Kent, Massey and Northcroft bekannt wurde. Während der nächsten Jahre bis zum Jahr 1935 arbeitete er als Anwalt vor Gericht (barrister). Hier vertrat er Mandanten sowohl in zivil- als auch in strafrechtlichen Fällen.
Landesweit bekannt wurde er 1934, als er aufgrund der abnehmenden Gesundheit von A.C. Hanlon dessen Platz als Hauptverteidiger in der Verteidigung von William Bagly vor dem Supreme Court in Auckland übernahm. Während dieser Zeit blieb er seiner Universität verbunden und war von 1924 bis 1935 Mitglied des Auckland University College Council. Obwohl Northcroft begonnen hatte, in zivilen Bereichen zu arbeiten und zu wirken, blieb er in militärischen Angelegenheiten involviert. Von 1927 bis 1933 war er stellvertretender Judge Advocate General Neuseelands, Stellvertreter einer Justizbehörde innerhalb des neuseeländischen Militärs und von 1933 bis 1935 diente er als Judge Advocate General.
Im Mai 1935 wurde er vorübergehend zum Richter des Supreme Court of New Zealand, des heutigen High Court, in Christchurch ernannt. Diese Ernennung wurde im November 1936 permanent. Sein Nachfolger in der Anwaltskanzlei wurde Sir Alfred Kingsley. Die Prozessführung von Northcroft während seiner Zeit in Christchurch wurde beschrieben, als würde er einen militärischen Betrieb führen. Er habe schnell gearbeitet und seine Meinungen lieber nach dem Ende der mündlichen Verhandlung vorgetragen, als sie für einen späteren Zeitpunkt vorzuhalten, wie es andere Richter taten.
1939 begann der Zweite Weltkrieg. Northcroft, zu diesem Zeitpunkt bereits Richter des Supreme Court, wurde zum Artillerieoffizier des Südlichen Militärdistrikts ernannt und später zum Festungskommandanten des Lyttelton-Sumner-Gebietes.

### Tätigkeit nach dem Zweiten Weltkrieg

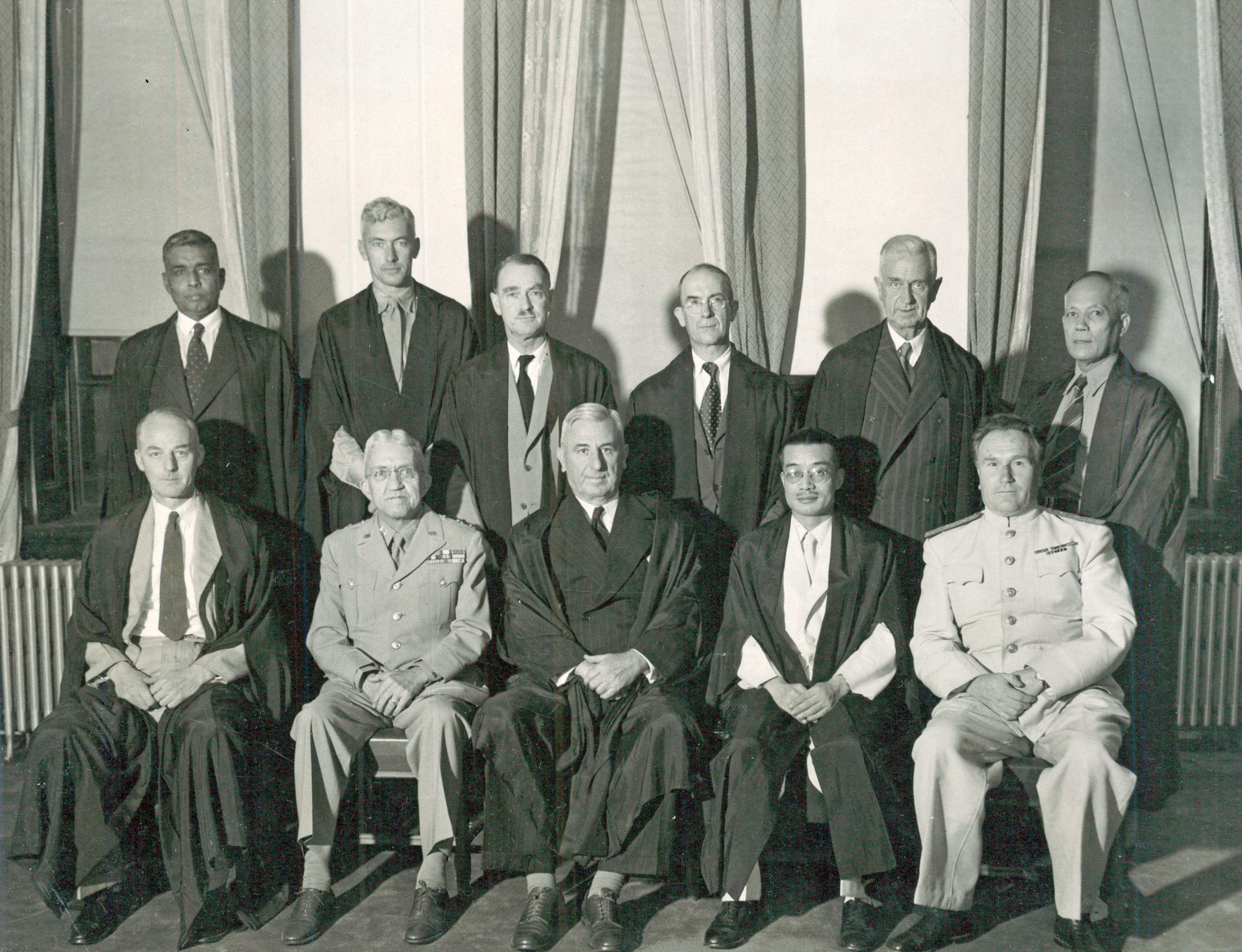
Die Richter des Internationalen Militärgerichtshof für den Fernen Osten (Northcroft obere Reihe, zweiter von rechts)

Nach dem Zweiten Weltkrieg wurde nach dem Vorbild der Nürnberger Hauptkriegsverbrecherprozesse im besetzten Deutschland ein ähnlicher Prozess für Japan geplant. Aufgrund seiner militärischen Karriere und seiner juristischen Expertise wurde Northcroft als Vertreter Neuseelands am International Military Tribunal for the Far East, so der offizielle Name des Gerichtes, an dem die als Tokioter Prozesse bezeichneten Prozesse stattfanden, ernannt. Im Jahr 1946 reiste er nach Japan. Es heißt, dass der militärische Kommandant in Japan, Douglas MacArthur, Northcroft bei seiner Ankunft zunächst befragte, was denn seine Ansichten über die Kriegsgefangenen seien und was man mit den Personen tun solle. Die Prozessführung des Neuseeländers wurde als ein Ausdruck juristischer Unabhängigkeit gesehen und nicht von äußeren Einflüssen beeinflusst. Northcroft erreichte am 5. Februar 1946 zusammen mit der australischen Delegation als einer der ersten Richter Japan und begann mit den anderen bereits angekommenen Richtern Gerichtsregeln zu formulieren, die denen aus Nürnberg ähneln sollten. In der Zeit, in der Northcroft auf die Ankunft der weiteren Richter wartete, vertrieb er sich mit dem australischen Richter William Webb die Zeit mit Angeln und Golfen.
Hinsichtlich seiner gesamten Tätigkeit innerhalb des Gerichtes wird Northcroft so eingeschätzt, dass er versucht habe, die Umstände aufzuklären, in die Angeklagte verwickelt waren. So sei er auch zu einem abgelegenen Dorf gereist, um einen japanischen Offizier über einen Vorfall in der Mandschurei 1931 zu befragen. Northcroft kritisierte, dass Gerichtsverfahren gefilmt wurden, was die Würde des Gerichts beeinträchtige. Viele der Angeklagten wurden von amerikanischen Anwälten verteidigt, die Northcroft allerdings fast alle als inkompetent bezeichnete, sie seien mehr darauf bedacht, sich einen Namen zu machen, und nur wenige würden sich wirklich dem Hauptzweck ihrer Tätigkeit, der Verteidigung der Angeklagten, widmen. Auch kritisierte er, nachdem er vor Beginn des Prozesses noch die Einsetzung Webbs gelobt hatte, die Amtsführung des Präsidenten des Gerichtes William Flood Webb. Dieser habe nach Ansicht Northcrofts zu wenig Verständnis und Wissen bezüglich der Beweisregeln und der Prozessführung gezeigt und sei unzuverlässig. Northcroft stellte später die Behauptung auf, dass nicht nur er, sondern jeder andere Richter mit Webb unzufrieden gewesen sei.
Zusammen mit dem britischen Richter William Donald Patrick und dem Kanadier Edward McDougall drohte er mit dem Rücktritt, sofern Webb nicht entlassen werde. Jedoch wollten ihre jeweiligen Regierungen keinen Konflikt mit den Amerikanern riskieren, die die Besatzung Japans leiteten, sodass sie diese „Revolte“ blockierten. Im Dezember 1947, als Webb für einige Zeit nicht in Tokio war, begannen die drei Richter, da sie nicht davon ausgingen, dass Webb ein angemessenes Urteil schreiben würde und da sie erkannten, dass die "Dissenters", die Richter, die eine Verurteilung ablehnten, nicht von ihren Überzeugungen, die das Urteil aus Nürnberg bestärkten, überzeugen konnten, ein eigenes Urteil zu schreiben. Diesem Streben schlossen sich auch der philippinische Richter Delfin Jaranilla und der amerikanische Myron C. Cramer an. Northcroft schrieb später, dass die Richter sich zwar ein gemeinsames Urteil wünschten, jedoch in die Stärke und Führungskraft Webbs kein Vertrauen hätten und sie davon ausgingen, dass Webb Anregungen und Ratschläge ignorieren würde und sie deshalb beschlossen hatten, ein eigenes Urteil zu schreiben. Dieser Fraktion schlossen sich später auch der sowjetische Richter Iwan Sarjanow und der chinesische Mei Ju-ao an. Northcroft, McDougall und Patrick schrieben dann zu dritt die Mehrheitsmeinung des Gerichtes, die dann in einem siebenköpfigen Gremium für knapp ein Jahr beraten wurde. In seiner rechtlichen Begründung war Northcroft dabei froh, einen Artikel von Hersch Lauterpacht von 1944 zu finden im British Yearbook of International Law, der aussagte, dass das reine Befolgen von Befehlen keine wirksame Verteidigung sei, da man nur "lawful orders" befolgen dürfe. Während diese Arbeit im Vereinigten Königreich umstritten war, war die Arbeit Lauterpachts laut Aussagen von Northcrofts Assistenten für dessen Arbeit sehr nützlich.
Im Verlaufe des Prozesses freundete sich Northcroft mit dem britischen Richter Patrick an. Sie formten laut Northcroft einen "Vereinigtes Königreich-Neuseeland Zweierblock". Sie mieteten ein Landhaus am See Chuzenji in den Nikkobergen, wo sie an den Wochenende hinfuhren und dort entspannten und auch wandern gingen. Keiner der beiden hatte ein Interesse an den sozialen Aktivitäten, die zu dieser Zeit in der Auswanderergesellschaft in Tokio üblich waren. Northcroft beschrieb sie als "außergewöhnliche Belastung und Langeweile". Im Hinblick auf Sarjanow beschwerte sich Northcroft über dessen mangelnde Sprachkenntnisse, da es teilweise nicht klar gewesen wäre, ob man mit ihm in einer Konversation über dasselbe sprach oder beide Personen über unterschiedliche Dinge sprachen.
Nach der Urteilsverkündung am 12. November 1948 kehrte er nach Neuseeland zurück in sein Amt am Supreme Court. Zusätzlich arbeitete er in einzelnen Verfahren als Richter am Court of Appeal. Im Jahr 1949 wurde er für seine Tätigkeiten am Tribunal in Tokio in den Ritterstand erhoben. Im Januar 1949 überließ Northcroft fast alle seine Dokumente vom Tribunal dem University of Canterbury College, woraus die Justice Erima Harvey Northcroft Tokyo War Crimes Trial Collection entstand. Einzig und allein seine Ausgabe des Urteils behielt er, spendete das Urteil aber später auch an die Sammlung. Diese Kollektion, die fast 110.000 Seiten umfasst, ist die vollständigste Ausgabe einer Sammlung von Dokumenten des Tribunals. Im Jahr 1951 nahm er als Richter des Supreme Court, des späteren High Courts, als Commissioner von Georg VI. an der Eröffnung des Parlamentes von Neuseeland teil.
Am 10. Oktober 1953 starb er in Christchurch.
Northcroft war Mitglied der Reform Party und für eine Amtszeit auch Mitglied des Hamilton Borough Council.

### Privates
Am 2. Dezember 1908 heiratete er in Auckland Violet Constance Mitchell. Aus der Ehe gingen zwei Töchter hervor, Mary Joan Northcroft sowie die Stadtplanerin Nancy Northcroft. Eine seiner Freizeitaktivitäten war das Segeln.

## Auszeichnungen
- 1919 DSO[1]
- 1949 Knight Bachelor[13]
- Siegesmedaille mit Eichenlaub[2]
- War Medal 1939–1945[2]
- New Zealand War Service Medal[2]
- Silver Jubilee Medal 1935[2]
- Coronation Medal 1937 und 1953[2]
- Volunteer Officer’s Decoration (VD)[2]
- Colonial Auxiliary Forces Decoration[2]
- Colonial Auxiliary Forces Long Service Medal[2]
- New Zealand Territorial Service Medal[2]
- New Zealand Long and Efficient Service Medal[2]

## Darstellung in Medien
In der Miniserie Die Tokioter Prozesse wurde Northcroft von dem Schauspieler Julian Wadham dargestellt. Die Serie zeigt insbesondere die Diskussionen der Richter untereinander.
Ebenso ist Harvey Northcroft in den aus Archivmaterial erstellten Dokumentationen Death by hanging! – Der Kriegsverbrecherprozess von Tokio und der prämierten Tôkyô saiban zu sehen.